# Brasil

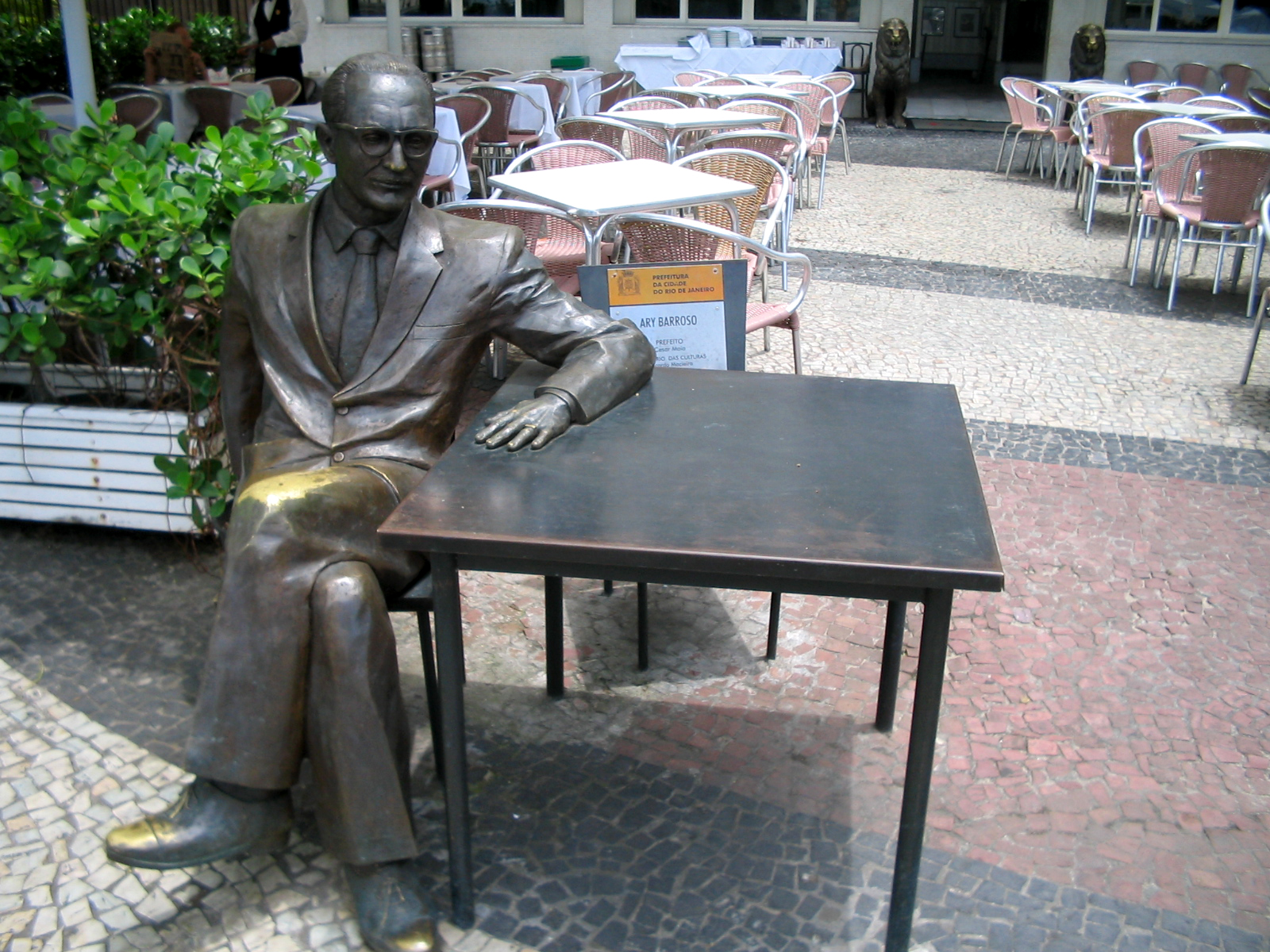
Ary Barroso szobra Rio de Janeiróban

Az Aquarela do Brasil, vagy egyszerűen Brasil – egy dal.
Zenéjét és szövegét Ary Barroso (1903–1964) brazil zenész (komponista, zongorista, egyúttal ismert futballkommentátor) írta 1939-ben. Az első előadója Francisco Alves volt.
Számtalan ismert előadása mellett Terry Gilliam Brazil című filmje is nevezetessé teszi.
Magyarul egykor Ákos Stefi és Záray Márta adta elő.

## Közismert felvételek
| Év   | Előadó                      | Album                                            | Link            |
| ---- | --------------------------- | ------------------------------------------------ | --------------- |
| 1947 | Django Reinhardt            | Quintette du Hot Club de France                  |                 |
| 1957 | Frank Sinatra               | Come Fly With Me                                 |                 |
| 1958 | Bing Crosby                 | Fancy Meeting You Here                           |                 |
| 1960 | Ray Conniff                 | Say It with Music (A Touch of Latin)             | [ halott link ] |
| 1963 | Paul Anka                   | Our Man Around the World                         | [ halott link ] |
| 1970 | Antônio Carlos Jobim        | Stone Flower                                     |                 |
| 1970 | Erasmo Carlos               | Erasmo Carlos & Os Tremendões                    |                 |
| 1975 | Elis Regina                 | A Arte de Elis Regina                            |                 |
| 1973 | Banda Eletrica              | Banda Eletrica                                   |                 |
| 1975 | The Ritchie Family          | Brazil                                           |                 |
| 1976 | Chet Atkins                 | Guitar Monsters                                  |                 |
| 1976 | João Gilberto               | Amoroso (later re-recorded in Live in Montreux)  |                 |
| 1980 | Gal Costa                   | Aquarela do Brasil                               | [ halott link ] |
| 1980 | Simone                      | Ao Vivo                                          |                 |
| 1981 | Tav Falco's Panther Burns   | Behind The Magnolia Curtain                      |                 |
| 1985 | Geoff Muldaur               | Brazil (original motion picture soundtrack)      |                 |
| 1985 | Kate Bush and Michael Kamen | Brazil (original motion picture soundtrack)      |                 |
| 1987 | Ney Matogrosso              | Pescador de Pérolas                              | [ halott link ] |
| 1990 | Harry Belafonte             | Around the World with the Entertainers           |                 |
| 1997 | Pink Martini                | Sympathique                                      |                 |
| 1998 | Vengaboys                   | The Party Album                                  |                 |
| 1995 | Dionne Warwick              | Aquarela do Brazil                               |                 |
| 2000 | Rosemary Clooney            | Brazil                                           | [ halott link ] |
| 2002 | Cornelius                   | Point                                            |                 |
| 2004 | Martinho da Vila            | Apresenta Mané do Cavaco                         | [ halott link ] |
| 2005 | Arcade Fire                 | "Cold Wind" (B-side) "Rebellion (Lies)" (B-side) |                 |
| 2005 | Daniela Mercury             | Balé Mulato                                      |                 |
| 2005 | Plácido Domingo             | Lo Essencial de                                  |                 |
| 2007 | Chick Corea & Béla Fleck    | The Enchantment                                  |                 |